# 交響曲第2番 (シマノフスキ)
《交響曲 第2番 変ロ長調》作品19は、カロル・シマノフスキが1909年に作曲した作品。同年秋から1910年の暮れにかけて楽器配置が実施された。

## 概要
シマノフスキの4つある交響曲の中では演奏時間が最も長い。対位法的な楽想の展開や緻密な動機労作、半音階技法においてマックス・レーガーを丹念に研究した成果が認められる一方で、重厚で華麗な管弦楽法と濃厚な表情付けにリヒャルト・シュトラウスから、独奏ヴァイオリンに官能的な旋律を歌わせる傾向にアレクサンドル・スクリャービンからの影響が見出される。一方で、息の長い艶やかな旋律に、シマノフスキ独自の個性が発揮されている。
ソナタ形式の第1楽章、変奏曲形式による第2楽章、フーガ様式による終楽章から構成されている。なお、第2楽章と第3楽章が連続して演奏されること、両楽章で処理される楽想が共通していることから、アレグロの前半楽章と、変奏曲とフーガによる後半楽章に分けることも可能である。そのように見るなら、自身の《ピアノ・ソナタ第2番》と全く共通の楽章構成である。楽曲構成のおそらく模範としては、ベートーヴェンの《ピアノ・ソナタ第31番 変イ長調》作品110や《ピアノ・ソナタ第32番 ハ短調》作品111を挙げることができよう。
初演の後で、出版に向けて最初の改訂が行われた。1927年に第1楽章を改作した後、1930年から1932年に作品全体を改訂し、1934年から歿年の1936年にかけて、グジェゴシュ・フィテルベルクの輔佐を得て楽器配置を改めた。

## 初演
1911年に、「若きポーランド」の盟友グジェゴシュ・フィテルベルクの指揮によって初演された。1912年にウィーンのウニヴェルザール出版社と契約した後、ベルリンやウィーン、ライプツィヒでも上演されて成功を収めている。

## 出版
- ウニヴェルザール出版社による。
- 初版は1913年に刊行されたが、上記の理由で初演時の初期稿とは同一でない。

## 楽器編成
- フルート3（第3フルートはピッコロ持ち替え）、オーボエ3（第3オーボエはコーラングレー持ち替え）、クラリネット3（第3クラリネットは小クラリネットおよびバスクラリネット持ち替え）、バスーン3（第3バスーンはコントラファゴット持ち替え）、ホルン4、トランペット3、トロンボーン3、テューバ1、ティンパニー、シンバル、トライアングル、大太鼓、ハープ、弦楽五部。

## 演奏時間
約35分とされるが、実際の演奏時間は次のように、指揮者の解釈の相異によって、かなりの開きが見られる。作品の濃密な抒情性を強調する解釈に立つと遅くなる傾向が、一方で、作品の立体的な構築性を強調する解釈に立つと速くなる傾向が見られる。
- ヴィトルド・ロヴィツキ指揮ワルシャワ国立フィルハーモニー管弦楽団（1977年録音）：31分35秒
- アンタル・ドラティ指揮デトロイト交響楽団（1980年録音）：29分15秒
- ヤツェク・カスプシク指揮ポーランド国立放送交響楽団（1981年録音）：37分20秒
- カロル・ストリージャ指揮カトヴィツェ国立フィルハーモニー管弦楽団（1988年録音）：34分20秒
- 浮ヶ谷孝夫指揮フィルハルモニア・ポモルスカ（1990年録音）：31分37秒
- ヴァシリー・シナイスキー指揮BBCフィルハーモニック（1995年録音）：32分30秒
- レオン・ボットスタイン指揮ロンドン・フィルハーモニー管弦楽団（2000年録音）：31分50秒

## 楽章
ソナタ・アレグロの第1楽章、大がかりに展開される変奏曲形式の第2楽章、複数の主題をもつフーガによる終楽章の順に、3つの楽章から構成される。すべての楽章において、速度や表情の指定が頻繁に変えられていることが特徴的である。
1. Allegro moderato : Grazioso - Meno mosso (quasi andante) - Più mosso (quasi tempo I) - Meno mosso (quasi andante) - Vivace - Poco meno (quasi tempo I) - Più mosso. Con passione - Poco meno mosso (tranquillo)
2. Tema : Lento. Variation 1 : L'istesso tempo. Variation 2 : L'istesso tempo. Variation 3 : Scherzando. Molto vivace. Variation 4 : Tempo di gavotte. Variation 5 : Tempo di minuetto - Finale introduzione. Variation 6 : Vivace e capriccioso -
3. Finale (Introduzione - Fuga). : Allegro moderato, molto energico - Lento - Tempo I.

## 関連事項
- 交響曲_(ショーソン)：世紀末フランスの変ロ短調の交響曲
- 交響曲第2番_(ツェムリンスキー)：ウィーン世紀末の変ロ長調の交響曲
- 海：ドビュッシーが作曲した交響曲風の管弦楽組曲。変ロ短調。